# Manja
Cet article possède un paronyme, voir Mandja.
Manja est une commune urbaine malgache, chef-lieu du district de Manja, située dans la partie sud de la région du Menabe.

## Géographie
Manja se situe à 75 km de la mer (canal de Mozambique).